# Карлстром, Джон
Джон Карлстром (John E. Carlstrom, род. 1957, Хайд-Парк, Нью-Йорк) — американский астрофизик. Профессор Чикагского университета, директор South Pole Telescope, член НАН США (2002).
Окончил Вассарский колледж (бакалавр физики, 1981). Степень доктора философии по физике получил в Калифорнийском университете в Беркли в 1988 году. Задержавшись там ненадолго в качестве ассистент-астронома, затем он последовал в Калтех, где первоначально занял позицию фелло-постдока, а в 1991 году стал его сотрудником. С 1995 года работал в Чикагском университете, где занимал должности директора исследовательских центра и института. Ныне профессор этого университета и с 2017 года заведующий его кафедрой астрономии и астрофизики.
Член Американской академии искусств и наук (2000). У него занимался Джон М. Ковач.
Награды и отличия
- Стипендия Мак-Артура (1998)
- Magellanic Premium Американского философского общества (2004)
- Премия Беатрис Тинслей Американского астрономического общества (2006)
- Премия Грубера по космологии (2015)